# Microbianor saaristoi
Microbianor saaristoi là một loài nhện trong họ Salticidae.
Loài này thuộc chi Microbianor. Microbianor saaristoi được Dmitri Viktorovich Logunov miêu tả năm 2000.